# Abizanda
Abizanda aragónul L'Abizanda) település Spanyolországban, Huesca tartományban. Abizanda Aínsa-Sobrarbe, Bárcabo, Palo és Secastilla községekkel határos. Lakosainak száma 163 fő (2024).

## Népesség
A település lakosságának változását az alábbi diagram mutatja:
| Lakosok száma | 135  | 131  | 136  | 126  | 139  | 140  | 142  | 150  | 143  | 163  |
|               | 2001 | 2004 | 2006 | 2009 | 2011 | 2014 | 2016 | 2019 | 2021 | 2024 |